# NGC 4630
NGC 4630 é uma galáxia irregular (IBm) localizada na direcção da constelação de Virgo. Possui uma declinação de +03° 57' 31" e uma ascensão recta de 12 horas, 42 minutos e 31,1 segundos.
A galáxia NGC 4630 foi descoberta em 2 de Fevereiro de 1786 por William Herschel.